# حرف (زغرتا)
حرف  هي إحدى القرى اللبنانية من قرى قضاء زغرتا في محافظة الشمال.